# Elecciones regionales de Umbría de 2019
Las elecciones regionales de Umbría de 2019 tuvieron lugar el 27 de octubre de 2019. La elección fue para los 20 miembros de la Asamblea Legislativa de Umbría, así como para el Presidente de la Región, quien también es miembro de la Asamblea.

## Sistema electoral
El candidato que obtiene una pluralidad de votos a nivel regional es elegido presidente de Umbría y la coalición ganadora recibe el 60% de los escaños en la Asamblea Legislativa, es decir, 12 escaños, excluyendo el escaño reservado al presidente. Todos los demás candidatos a la presidencia que no hayan sido electos pero que estén vinculados a listas o coaliciones que hayan elegido al menos un concejal son automáticamente elegidos para la Asamblea Legislativa.
La asignación de escaños por coaliciones y listas se realiza de forma proporcional utilizando un método del resto mayor con listas abiertas, con un umbral del 2,5% para todas las listas y con un límite máximo de 10 escaños obtenibles para una sola lista.
Cada candidato a presidente no puede gastar más de €100.000, cada candidato a consejero regional no puede gastar más de €25.000  y cada lista no puede gastar más de €1  multiplicado por el número de habitantes de la Región.

## Antecedentes
En abril de 2019, el secretario regional del Partido Democrático, Gianpiero Bocci y el consejero regional de salud, Luca Barberini, junto con Emilio Duca y Maurizio Valorosi, gerente general y director administrativo del hospital de Perugia, fueron arrestados luego de una investigación sobre concursos de reclutamiento en 2018 cuando Bocci fue subsecretario del Ministerio del Interior. Se comprometieron a comparecer ante un juicio por cargos de abuso de cargo, revelación del secreto oficial, ayuda y falsificación de ideología y material, por haber comunicado a algunos candidatos recomendados las preguntas que habrían estado presentes en los concursos de reclutamiento. Catiuscia Marini, presidenta de la región de Umbría, fue condenada a juicio por cargos de ideología y material falsos, abuso de poder y divulgación de secretos oficiales. Se investigó a un total de 35 personas.
Tanto Matteo Salvini como Luigi Di Maio exigieron la renuncia de la presidenta y solicitaron elecciones anticipadas, organizando manifestaciones en Perugia inmediatamente después de los arrestos, mientras que el nuevo secretario del Partido Democrático, Nicola Zingaretti, dijo que los fiscales deben determinar las responsabilidades por el delito cometido por los sospechosos. Posteriormente, Carlo Calenda, miembro del Partido Democrático, solicitó su renuncia, mientras que el secretario Zingaretti dijo que "debe hacer lo que sea mejor para Umbría", visto por los periódicos como una invitación a renunciar. La presidenta Catiuscia Marini anunció inicialmente que renunciaría, pero un mes después votó una moción en la Asamblea Legislativa que le pedía que no renunciara, provocando mucha polémica en el partido, y finalmente, renunció oficialmente, dejando el cargo a su vicepresidente Fabio Paparelli.

## Candidatos

### Centroizquierda
El Partido Democrático, tras el escándalo en la Región, decidió que quería apoyar a un candidato independiente. Entre las listas cívicas con las que colaboraron inicialmente para redactar el programa, estaba el Movimiento de las Ideas y la Ley, impulsado por el presidente de la Alianza de las Cooperativas Italianas Umbría Andrea Fora y el profesor de la Universidad de Perugia Luca Ferrucci, Mario Stirati, alcalde de Gubbio, y finalmente Umbría de los Territorios de Stefania Proietti, alcaldesa de Asís y el concejal de Todi Floriano Pizzichini. Andrea Fora finalmente decidió formalizar su disponibilidad como candidato a la presidencia por la coalición de centroizquierda, apoyada por el cardenal Bassetti, el Partido Democrático y otras listas menores como DemoS, creando algo de descontento en las otras listas por su auto-candidatura, eligiendo postularse como una nueva coalición llamada Verde Cívico y Umbría Social, a la que se unen Umbría de los Territorios, el Partido Socialista Italiano, el Movimiento de las Ideas y la Ley, Europa Verde y La Otra Umbría, una lista promovida por la Refundación Comunista y la Izquierda Italiana. Los posibles candidatos a la presidencia de la coalición alternativa fueron Luciano Bacchetta, presidente de la provincia de Terni, Marco Sciorini, coordinador de Terni de Umbría de los Territorios, y Floriano Pizzichini.
Finalmente, tras el "pacto cívico" con el Movimiento 5 Estrellas. Se eligió como candidato al empresario Vincenzo Bianconi, luego apoyado por la coalición alternativa presentando dentro del centroizquierda la lista "Izquierda Cívica y Verde".

### Centroderecha
Como sucedió en las últimas elecciones regionales del Piamonte, la centroderecha durante meses no encontró un acuerdo sobre el candidato a presidente. Matteo Salvini, por la Liga, inmediatamente después del escándalo de salud, propuso para la presidencia a Donatella Tesei, senadora de la Liga y exalcaldesa de Montefalco, también apoyada por el nuevo partido Cambiamo! de Giovanni Toti, mientras que Hermanos de Italia insistió en el nombre de Marco Squarta, líder de grupo del partido en el consejo regional de Umbría. Una tercera candidatura, Andrea Romiti, alcaldesa de Perugia, fue presentada por el exasesor de Perugia Francesco Calabrese, promocionando la lista Proyecto Umbria, pero fue inmediatamente rechazada por los tres partidos, precisando que no habría más de cuatro listas de apoyo al candidato a presidente. A principios de septiembre, tanto Forza Italia como FdI apoyaron la candidatura de Tesei, pero ambos partidos querían un vicepresidente propio (Marco Squarta para FdI, Roberto Morroni para FI). Otro problema fue el veto de FI a la lista de Cambiamo! en la coalición, pero Matteo Salvini pidió la unidad de centroderecha, dejando la decisión a Tesei.

### Movimiento 5 Estrellas
El Movimiento 5 Estrellas no realizó las primarias en línea para la elección del candidato presidencial. En julio, el excandidato a la presidencia de la región de Umbría en las elecciones anteriores y consejero regional saliente de Umbría, Andrea Liberati, anunció que no se presentará como candidato presidencial por el M5S. Los candidatos a la presidencia de la región de Umbría por el M5S fueron la ex eurodiputada Laura Agea, de Città di Castello, el médico Gino Di Manici Proietti, candidato a las elecciones generales de 2018 en la circunscripción uninominal de Umbría - 02 y el la consejera regional saliente Maria Grazia Carbonari. Esta última anunció oficialmente su disponibilidad para el cargo. Finalmente, las primarias en línea tuvieron lugar el 19 de septiembre, pero los miembros votaron solo por los candidatos de la lista y no por los candidatos a la presidencia.
En los días de la formación del nuevo gobierno entre el PD y el M5S, tanto el comisionado del PD en Umbría Walter Verini como el candidato independiente de centroizquierda Andrea Fora mostraron interés en una alianza electoral entre el PD y el M5S en las elecciones regionales de Umbría, pero algunos diputados umbros del M5S respondieron que una alianza electoral entre el PD y el M5S sería "prematura". Finalmente, después del nuevo Gobierno Conte, Dario Franceschini y el secretario del PD Nicola Zingaretti propusieron una alianza con el M5S, pero Luigi Di Maio inicialmente se negó, pero finalmente propuso un "pacto cívico" para Umbría, eligiendo un presidente independiente como candidato y también asesores regionales independientes. La propuesta fue bienvenida tanto por la coalición liderada por el Partido Democrático y la coalición de la izquierda cívica. Los posibles candidatos fueron el empresario y estilista Brunello Cucinelli, quien se negó, y la CEO de Novamont, Catia Bastioli. Mientras tanto, el Movimiento 5 Estrellas pidió otra votación el 20 de septiembre en su plataforma en línea para decidir si participa en el "pacto cívico" propuesto por el propio Di Maio. Finalmente el M5S decidió participar en el "pacto cívico" y se eligió como candidato de la coalición al empresario Vincenzo Bianconi, definido por Di Maio como "un símbolo de toda Umbría, de una comunidad que fue trágica y repetidamente herida por los terremotos de 2016 pero que no se dejó llevar por la desesperación y de inmediato puso manos a la obra".

### Otras listas
Entre los demás candidatos, Claudio Ricci, excandidato a la presidencia del centroderecha en las elecciones regionales de 2015 y consejero regional saliente de Umbría, anunció su candidatura como candidato independiente con tres listas cívicas, mientras el Partido Comunista anunciaba la candidatura del exmiembro del sindicato CGIL Rossano Rubicondi, Poder al Pueblo anunció que se postularía con su propio candidato presidencial, Emiliano Camuzzi, 
un sindicalista, y finalmente el exgeneral Antonio Pappalardo declaró que se postulará para los Chalecos Naranjas, inspirado en el movimiento de los chalecos amarillos en Francia.

## Partidos y candidatos
| Partido político o alianza | Partido político o alianza          | Listas constituyentes                      | Listas constituyentes               | Resultado previo | Resultado previo | Candidato          | Candidato |
| Partido político o alianza | Partido político o alianza          | Listas constituyentes                      | Listas constituyentes               | Votos (%)        | Escaños          | Candidato          | Candidato |
| -------------------------- | ----------------------------------- | ------------------------------------------ | ----------------------------------- | ---------------- | ---------------- | ------------------ | --------- |
|                            | Coalición de centroizquierda–M5S    |                                            | Partido Democrático (PD)            | 35,8             | 11               | Vincenzo Bianconi  |           |
|                            | Coalición de centroizquierda–M5S    | Movimiento 5 Estrellas (M5S)               | 14,6                                | 1                |                  | Vincenzo Bianconi  |           |
|                            | Coalición de centroizquierda–M5S    | Izquierda Cívica y Verde (incl. LS, Art.1) | —                                   | —                |                  | Vincenzo Bianconi  |           |
|                            | Coalición de centroizquierda–M5S    | Europa Verde (EV)                          | —                                   | —                |                  | Vincenzo Bianconi  |           |
|                            | Coalición de centroizquierda–M5S    | Bianconi Presidente (incl. DEMOS, PSI)     | —                                   | —                |                  | Vincenzo Bianconi  |           |
|                            | Coalición de centroderecha          |                                            | Liga (Lega)                         | 14.0             | 2                | Donatella Tesei    |           |
|                            | Coalición de centroderecha          | Forza Italia (FI)                          | 8,5                                 | 1                |                  | Donatella Tesei    |           |
|                            | Coalición de centroderecha          | Hermanos de Italia (FdI)                   | 6,2                                 | 1                |                  | Donatella Tesei    |           |
|                            | Coalición de centroderecha          | Umbría Cívica (incl. NPSI)                 | —                                   | —                |                  | Donatella Tesei    |           |
|                            | Coalición de centroderecha          | Tesei Presidente (incl. IdeA)              | —                                   | —                |                  | Donatella Tesei    |           |
|                            | Ricci Presidente                    |                                            | Ricci Presidente                    | 4,5              | 1                | Claudio Ricci      |           |
|                            | Ricci Presidente                    | Italia Cívica                              | —                                   | —                |                  | Claudio Ricci      |           |
|                            | Ricci Presidente                    | Propuesta Umbría                           | —                                   | —                |                  | Claudio Ricci      |           |
|                            | Camuzzi Presidente                  |                                            | Poder al Pueblo (PaP)               | —                | —                | Emiliano Camuzzi   |           |
|                            | Camuzzi Presidente                  | Partido Comunista Italiano (PCI)           | —                                   | —                |                  | Emiliano Camuzzi   |           |
|                            | Partido Comunista (PC)              | Partido Comunista (PC)                     | Partido Comunista (PC)              | —                | —                | Rossano Rubicondi  |           |
|                            | Reconquistar Italia (RI)            | Reconquistar Italia (RI)                   | Reconquistar Italia (RI)            | —                | —                | Martina Carletti   |           |
|                            | Chalecos Naranjas                   | Chalecos Naranjas                          | Chalecos Naranjas                   | —                | —                | Antonio Pappalardo |           |
|                            | Partido de los Buenos Modales (PBM) | Partido de los Buenos Modales (PBM)        | Partido de los Buenos Modales (PBM) | —                | —                | Giuseppe Cirillo   |           |

## Encuestas de opinión

### Candidatos
Boca de urna
| Fecha          | Encuestadora    | Tamaño de la muestra | Bianconi    | Tesei            | Ricci | Camuzzi   | Rubicondi | Otros | Indecisos | Dif. |         |   |   |     |   |      |
| -------------- | --------------- | -------------------- | ----------- | ---------------- | ----- | --------- | --------- | ----- | --------- | ---- | ------- | - | - | --- | - | ---- |
| Fecha          | Encuestadora    | Tamaño de la muestra | 27 Oct 2019 | Consorzio Opinio | –     | 35,5–39,5 | 56,5–60,5 | Otros | Indecisos | Dif. | 1,5–3,5 | — | — | 1,5 | — | 21,0 |
| 10 Oct 2019    | Noto            | –                    | 41,0        | 49,0             | 6,5   | —         | —         | 3,5   | 29,0      | 8,0  |         |   |   |     |   |      |
| 4–8 Oct 2019   | Ixè             | 1.000                | 45,0        | 44,5             | 6,5   | —         | —         | 4,0   | 34,0      | 0,5  |         |   |   |     |   |      |
| 1–7 Oct 2019   | SWG             | 1.000                | 43,0        | 52,0             | 4,0   | 1,0       | 1,0       | 1,0   | –         | 8,0  |         |   |   |     |   |      |
| 25–27 Sep 2019 | Quorum–YouTrend | 1.000                | 43,1        | 47,2             | 6,2   | 1,7       | 1,9       | –     | 14,8      | 4,1  |         |   |   |     |   |      |

### Partidos
| Fecha          | Encuestadora           | Tamaño de la muestra | Centroizquierda – M5S | Centroizquierda – M5S | Centroizquierda – M5S | Centroderecha | Centroderecha | Centroderecha | Centroderecha | Ricci | PC   | Camuzzi | Others | Lead |     |     |     |     |     |     |      |
| Fecha          | Encuestadora           | Tamaño de la muestra | PD                    | M5S                   | Otros                 | Lega          | FI            | FdI           | Otros         | Ricci | PC   | Camuzzi | Others | Lead |     |     |     |     |     |     |      |
| -------------- | ---------------------- | -------------------- | --------------------- | --------------------- | --------------------- | ------------- | ------------- | ------------- | ------------- | ----- | ---- | ------- | ------ | ---- | --- | --- | --- | --- | --- | --- | ---- |
| Fecha          | Encuestadora           | Tamaño de la muestra | 1–7 Oct 2019          | SWG                   | Otros                 | 1.000         | 22,5          | 14,0          | Otros         | 5,5   | 38,5 | 4,5     | Others | Lead | 6,5 | 2,5 | 3,0 | 1,0 | 2,0 | 1,0 | 16,0 |
| 25–27 Sep 2019 | Quorum–YouTrend        | 1.000                | 30,2                  | 10,0                  | 2,9                   | 34,4          | 3,8           | 6,7           | 2,9           | 4,6   | 1,7  | 1,7     | 2,1    | 4,2  |     |     |     |     |     |     |      |
| 16 Sep 2019    | Piepoli                | –                    | 26,0                  | 19,0                  | –                     | 34,0          | 6,0           | 6,0           | 1,5           | —     | —    | —       | 7,5    | 8,0  |     |     |     |     |     |     |      |
| 23 Nov 2015    | Resultados electorales | –                    | 35,8                  | 14,6                  | 7,5                   | 14,0          | 8,5           | 6,2           | 5,3           | 4,5   | –    | –       | 3,6    | 21,2 |     |     |     |     |     |     |      |

## Resultados

Partido más votado por comune

Candidato a presidente más votado por comune

Donatella Tesei, respaldada por la coalición de centroderecha compuesta por la Liga de Salvini, Hermanos de Italia de Meloni y Forza Italia de Berlusconi, ha sido elegida gobernadora con el 57,6% de los votos. El candidato de la coalición compuesta por el centroizquierda (liderado por el Partido Democrático) y el Movimiento 5 Estrellas perdió frente al centroderecha por más de 20 puntos porcentuales. Umbría marca la octava victoria consecutiva de la centroderecha en las votaciones regionales desde las elecciones generales de marzo de 2018.
|                                              |                                    |         |        |         |                          |                               |         |        |         |
| Candidatos                                   | Candidatos                         | Votos   | %      | Escaños | Partidos                 | Partidos                      | Votos   | %      | Escaños |
|                                              | Donatella Tesei                    | 255.158 | 57,55  | 1       |                          | Liga (LNU)                    | 154.413 | 36,95  | 8       |
|                                              | Donatella Tesei                    | 255.158 | 57,55  | 1       | Hermanos de Italia       | 43.443                        | 10,40   | 2      |         |
|                                              | Donatella Tesei                    | 255.158 | 57,55  | 1       | Forza Italia             | 22.991                        | 5,50    | 1      |         |
|                                              | Donatella Tesei                    | 255.158 | 57,55  | 1       | Tesei Presidente         | 16.424                        | 3,93    | 1      |         |
|                                              | Donatella Tesei                    | 255.158 | 57,55  | 1       | Umbría Cívica            | 8.608                         | 2,06    | –      |         |
| Total                                        | Total                              | 255.158 | 57,55  | 1       | 245.879                  | 58,84                         | 12      |        |         |
|                                              | Vincenzo Bianconi                  | 166.179 | 37,48  | 1       |                          | Partido Democrático           | 93.296  | 22,33  | 5       |
|                                              | Vincenzo Bianconi                  | 166.179 | 37,48  | 1       | Movimiento 5 Estrellas   | 30.953                        | 7,41    | 1      |         |
|                                              | Vincenzo Bianconi                  | 166.179 | 37,48  | 1       | Bianconi Presidente      | 16.833                        | 4,03    | 1      |         |
|                                              | Vincenzo Bianconi                  | 166.179 | 37,48  | 1       | Izquierda Cívica y Verde | 6.727                         | 1,61    | –      |         |
|                                              | Vincenzo Bianconi                  | 166.179 | 37,48  | 1       | Europa Verde             | 5.975                         | 1,43    | –      |         |
| Total                                        | Total                              | 166.179 | 37,48  | 1       | 153.784                  | 36,80                         | 7       |        |         |
|                                              | Claudio Ricci                      | 11.718  | 2,64   | –       |                          | Ricci Presidente              | 5.261   | 1,26   | –       |
|                                              | Claudio Ricci                      | 11.718  | 2,64   | –       | Italia Cívica            | 2.175                         | 0,52    | –      |         |
|                                              | Claudio Ricci                      | 11.718  | 2,64   | –       | Propuesta de Umbría      | 1.475                         | 0,35    | –      |         |
| Total                                        | Total                              | 11.718  | 2,64   | –       | 8.911                    | 2,13                          | –       |        |         |
|                                              | Rossano Rubicondi                  | 4.484   | 1,01   | –       |                          | Partido Comunista             | 4.108   | 0,98   | –       |
|                                              | Emiliano Camuzzi                   | 3.846   | 0,87   | –       |                          | Partido Comunista Italiano    | 2.098   | 0,50   | –       |
|                                              | Emiliano Camuzzi                   | 3.846   | 0,87   | –       | Poder al Pueblo          | 1.345                         | 0,32    | –      |         |
| Total                                        | Total                              | 3.846   | 0,87   | –       | 3.443                    | 0,82                          | –       |        |         |
|                                              | Martina Carletti                   | 910     | 0,21   | –       |                          | Reconquistar Italia           | 808     | 0,19   | –       |
|                                              | Antonio Pappalardo                 | 587     | 0,13   | –       |                          | Chalecos Naranjas             | 524     | 0,13   | –       |
|                                              | Giuseppe Cirillo                   | 461     | 0,10   | –       |                          | Partido de los Buenos Modales | 420     | 0,10   | –       |
|                                              |                                    |         |        |         |                          |                               |         |        |         |
| Votos invalidos                              | Votos invalidos                    | 11.841  | 2,60   | –       |                          |                               | -       | -      | -       |
| Total candidatos                             | Total candidatos                   | 443.343 | 100,00 | 2       | Total partidos           | Total partidos                | 417.877 | 100,00 | 19      |
| Votantes registrados/participación           | Votantes registrados/participación | 703.595 | 64,69  | –       |                          |                               | -       | -      | -       |
| Fuente: Ministerio del Interior – Resultados |                                    |         |        |         |                          |                               |         |        |         |

| \| Voto popular \| Voto popular \| Voto popular \| Voto popular \| Voto popular \| \| -------------- \| -------------- \| ------------ \| ------------ \| ------------ \| \| \| \| \| \| \| \| Lega \| Lega \| \| 36.95 % \| 36.95 % \| \| PD \| PD \| \| 22.33 % \| 22.33 % \| \| FdI \| FdI \| \| 10.40 % \| 10.40 % \| \| M5S \| M5S \| \| 7.41 % \| 7.41 % \| \| FI \| FI \| \| 5.50 % \| 5.50 % \| \| Lista Bianconi \| Lista Bianconi \| \| 4.03 % \| 4.03 % \| \| Lista Tesei \| Lista Tesei \| \| 3.93 % \| 3.93 % \| \| UC \| UC \| \| 2.06 % \| 2.06 % \| \| SVC \| SVC \| \| 1.61 % \| 1.61 % \| \| EV \| EV \| \| 1.43 % \| 1.43 % \| \| Lista Ricci \| Lista Ricci \| \| 1.26 % \| 1.26 % \| \| Otros \| Otros \| \| 3.09 % \| 3.09 % \| |                |  |         |         |
| Voto popular |                |  |         |         |
| |                |  |         |         |
| Lega | Lega           |  | 36.95 % | 36.95 % |
| PD | PD             |  | 22.33 % | 22.33 % |
| FdI | FdI            |  | 10.40 % | 10.40 % |
| M5S | M5S            |  | 7.41 %  | 7.41 %  |
| FI | FI             |  | 5.50 %  | 5.50 %  |
| Lista Bianconi | Lista Bianconi |  | 4.03 %  | 4.03 %  |
| Lista Tesei | Lista Tesei    |  | 3.93 %  | 3.93 %  |
| UC | UC             |  | 2.06 %  | 2.06 %  |
| SVC | SVC            |  | 1.61 %  | 1.61 %  |
| EV | EV             |  | 1.43 %  | 1.43 %  |
| Lista Ricci | Lista Ricci    |  | 1.26 %  | 1.26 %  |
| Otros | Otros          |  | 3.09 %  | 3.09 %  |

| \| Presidente \| Presidente \| Presidente \| Presidente \| Presidente \| \| ---------- \| ---------- \| ---------- \| ---------- \| ---------- \| \| \| \| \| \| \| \| Tesei \| Tesei \| \| 57.55 % \| 57.55 % \| \| Bianconi \| Bianconi \| \| 37.48 % \| 37.48 % \| \| Ricci \| Ricci \| \| 2.64 % \| 2.64 % \| \| Rubicondi \| Rubicondi \| \| 1.01 % \| 1.01 % \| \| Camuzzi \| Camuzzi \| \| 0.87 % \| 0.87 % \| \| Carletti \| Carletti \| \| 0.21 % \| 0.21 % \| \| Pappalardo \| Pappalardo \| \| 0.13 % \| 0.13 % \| \| Cirillo \| Cirillo \| \| 0.10 % \| 0.10 % \| |            |  |         |         |
| Presidente |            |  |         |         |
| |            |  |         |         |
| Tesei | Tesei      |  | 57.55 % | 57.55 % |
| Bianconi | Bianconi   |  | 37.48 % | 37.48 % |
| Ricci | Ricci      |  | 2.64 %  | 2.64 %  |
| Rubicondi | Rubicondi  |  | 1.01 %  | 1.01 %  |
| Camuzzi | Camuzzi    |  | 0.87 %  | 0.87 %  |
| Carletti | Carletti   |  | 0.21 %  | 0.21 %  |
| Pappalardo | Pappalardo |  | 0.13 %  | 0.13 %  |
| Cirillo | Cirillo    |  | 0.10 %  | 0.10 %  |

### Participación
| Región | Hora   | Hora   | Hora   |
| Región | 12:00  | 19:00  | 23:00  |
| --- | ------ | ------ | ------ |
| Umbría | 19,55% | 52,78% | 64,69% |
| Provincia | Hora   | Hora   | Hora   |
| Provincia | 12:00  | 19:00  | 23:00  |
| Perugia | 19,68% | 53,08% | 65,02% |
| Terni | 19,19% | 51,95% | 63,74% |
| Fuente: Ministrerio del Interior – Participación (enlace roto disponible en Internet Archive; véase el historial, la primera versión y la última). |        |        |        |